# Mendeleïevskaïa (métro de Moscou)
Mendeleïevskaïa (en russe : Менделеевская et en anglais : Mendeleyevskaya) est une station de la ligne Serpoukhovsko-Timiriazevskaïa (ligne 9 grise) du métro de Moscou, située sur le territoire de l'arrondissement Tverskoï dans le district administratif central de Moscou.

## Situation sur le réseau
Établie en souterrain, à 52 mètres sous le niveau du sol, la station Mendeleïevskaïa est située au point 038+36 de la ligne Serpoukhovsko-Timiriazevskaïa (ligne 9 grise), entre les stations Saviolovskaïa (en direction de Altoufievo) et Tsvetnoï boulvar (en direction de Boulvar Dmitria Donskogo).